# 財前直見
財前 直見（ざいぜん なおみ、1966年1月10日 - ）は、日本の女優。研音所属の女優第1号とされる。女優として、シリアスからコメディーに至るまで幅広いジャンルでドラマ・映画に出演している。

## 経歴
大分県杵築市で生まれた後、幼い頃は父の仕事の関係で兵庫県姫路市で育ち、小学4年生の頃に大分市に引っ越した。ほどなくして市内の一軒家を財前の実家として暮らし始めたため（詳しくは後述）、媒体によっては「大分市出身」とする場合もある。大分高等学校卒業。
1984年（昭和59年）、日本エアシステム・JAS（現・日本航空・JAL）の沖縄キャンペーンガールに選ばれて芸能界デビュー、同年には初出演したドラマ、『六本木天使』で主演を務めた。『11PM』のアシスタントをしたこともある。
角川映画15周年を記念した1990年の映画『天と地と』に武田信玄の側室・八重役として出演し、本人にとって「役者人生の分岐点」と位置づける作品となった。
1994年（平成6年）、織田裕二主演のコメディドラマ『お金がない！』で、貧乏ながら明るく生きるヒロインぶりが話題になった。ドラマ『お水の花道』（1999年・フジテレビ系）及び『新･お水の花道』（2001・同系）などで主演。また、1997年（平成9年）の主演作である2時間ドラマ『スチュワーデス刑事』はシリーズ化され、2006年までに全10作が放送されるヒット作となった。
2003年（平成15年）7月11日、『スチュワーデス刑事』のプロデュース・演出も手がけた本間欧彦と結婚。
2006年（平成18年）12月7日、午後0時18分、都内の病院で第1子となる男児を出産した。財前は所属事務所を通し「ずっと待ちわびておりましたので、喜びもひとしおでございます」とコメントした。これを機に2007年（平成19年）に郷里の大分市に移住、長男、両親と同居。以来、仕事の度に上京する生活を続けている。また、長男誕生後の4年あまりは単発作品などへ限定的に出演していたが、2011年（平成23年）冬季に連続ドラマ2本への同時レギュラー出演で本格復帰を果たした。
2012年（平成24年）8月7日に離婚したことを明らかにした。
大分移住後、家族と共に畑で40種類もの野菜や果実を収穫し、それらを使って料理を作るなどしてきたところ、2022年にその田舎暮らしの様子がテレビで紹介されて話題になった。2023年、築100年以上の古民家だった生家を洋風家屋に建替え、その様子は「有吉ゼミ」（日本テレビ）の「田舎暮らし芸能人」コーナーで放送された（建替えについては後述）。

## 人物
- デビューから様々な作品へ出演し、かつ、1990年代以降は主演・レギュラーを離れたことがなく、所属事務所では最古参クラスである。「研音＝役者の宝庫」と評されるまでに成長させた功労者の1人[12]。

- 本職は女優だが、バラエティ番組に出演することもある。2012年6月15日にフジテレビで放送された『ペケ×ポン』では料理の値段を間違えると自身が高速回転してしまう企画に挑戦。高速回転の罰ゲームを3回受けフラフラ状態にさせられるなどバラエティ番組の洗礼を受けた。

- 財前という姓は紀氏を祖先に持つ姓であり（財前家は、平安時代の歌人・紀貫之にルーツがあるという[2]）、鎌倉時代に豊後国に定住して、財前家の祖先の墓所とされている大分県杵築市の財前家墓地（大分県指定史跡）には、国東塔の一つとして国指定重要文化財に指定されている宝塔がある[13][14][15]。財前姓は出身地の大分県（特に国東半島）では数多く存在するが、全国的には珍しい姓であるため上京した直後は名前で注目を浴びていた。

- 歌は苦手である[注釈 4]。
- 50歳頃に「社会貢献になるようなことがしたい」との思いから、いくつかの資格取得した。通信教育で心理カウンセラーの資格を初めて取得した後、食品衛生責任者や終活ライフケアプランナーなど8つの資格（2024年4月時点）を取得している[4]。

## エピソード

### 子供時代
鉄鋼メーカーに勤める父、主婦をする母、1つ上の姉と共に育った。財前が生まれる前から両親と姉は兵庫県姫路市の社宅に住んでおり、財前を妊娠中の母は父の実家（財前の生家となる）がある杵築市で“里帰り出産”し、その後は姫路で家族4人で暮らした。小さい頃は、母親のスカートのすそを持って後ろに隠れているような、大人しい性格だった。
小学4年生（または3年生）で父の転勤により大分市の社宅に引っ越し、半年後に市内の一軒家を購入してそこで暮らし始めた（以降財前の実家となる）。大分市で暮らしながら、以降一家は杵築市の生家で時々寝泊まりしていたため、財前にとっては第二の実家のような場所となった。
中学では、「他の運動部に比べてキツいトレーニングがなさそうとの理由から卓球部に所属。高校では、吹奏楽部に所属してクラリネットを担当。10代の頃は、男性アイドルのたのきんトリオに憧れていた。

### 芸能界入り
高校3年生の頃に地元の歯科医院への就職が決まったが、卒業前に知らぬ間に友達が財前の写真を、航空会社の沖縄キャンペーンガールのオーディションに応募。ある日突然、東京からの電話で最終審査の四人に残ったため東京に来るよう告げられ、東京でオーディションを受けてキャンペーンガールに選ばれた。
卒業後に上京し、港区のシンプルなアパートで暮らしながら、いくつものオーディションを受けては落ちるという日々を過ごす。当時なんとなくオーディションを受けていたが、20歳頃にマネジャーに発破をかけられたことで気持ちを入れ替えると、少しずつ役をもらえるようになった。ほどなくして人気女優となったが、20代後半に多忙すぎて自分を見失いそうになった時期があるが、ある人から「可能性は無限にある。自分で有限にするな」と言われ、我に返ることができたという。その後高輪のアパート、代々木や下北沢などのマンションを転々とした。

### 出演作について
映画『天と地と』の八重役は口数の少ない役柄だったが、女騎馬隊のリーダー的な役だったため、自身初の乗馬に苦労もしながらも騎馬隊の皆を引っ張る役を演じた。他にも「チャレンジすること」、「人が生きるということ」、「仲間との絆」など様々なことを教わり、この作品は女優業をする上での転機となった。
ドラマ『お金がない!』は、当初シリアスな内容になる予定だったが、撮影前にテレビ局から「すみません、内容がコメディドラマに変わりました。財前さんは貧乏な役です」と告げられた。しかし、それまでの出演作品でお嬢様役や陰のある役が多く、本人は「役の幅を広げたい」と思っていたため、役の変更を内心ガッツポーズするほど喜んだという。本作の出演により、演技の面白さに開眼した。
2時間ドラマ『スチュワーデス刑事』では、1990年代後半頃はバブル崩壊後であったがテレビ業界ではまだ景気が良かったため、様々な国での海外ロケが行われた。またイタリアのロケでは、空の移動には役者・スタッフ陣は全員ビジネスクラスで搭乗し、ロケの空き時間にブランド店を貸し切りにして皆で買い物を楽しんだという。
『お水の花道』では、出演者みんなで毎回アイディアを出し合い、コメディ演技を楽しむことができた。それまでの出演映画やドラマの撮影現場では、基本的に職人気質のスタッフさんたちから厳しく演技や撮影現場での立ち振舞いを求められたため、緊張することも多かったが、本作辺りから撮影現場を楽しめるようになったとのこと。

### 私生活
仕事が軌道に乗り出したあと、渋谷などに引っ越し、その後目黒の一軒家を借りて転居。30代半ばに両親を呼び寄せるつもりで世田谷の3階建ての中古の一軒家を購入したが、「大分を離れたくない」と言われたため、結局1人で暮らすことになった。その後2003年に結婚し、世田谷の自宅で夫婦で暮らした。
2006年に40歳で長男を出産すると、以前から「子供が4歳になるまでは育児に専念する」と決めていたため、仕事を休業して翌年に息子を連れて故郷の大分で暮らし始めた。以後実家に居候し、世田谷の家は賃貸に出し、息子が小学校に上る前から両親の協力を得て、役者業などの仕事がある時だけ上京する形で少しずつ仕事を再開。
離婚の翌年である2013年、大分市の実家近くに二世帯住宅を建ててそこで両親と息子と4人で暮らすようになり、実家は賃貸にした。古民家である杵築の生家は倉庫と母屋があり、財前が生まれた母屋は築100年以上の古いものでコンクリートで基礎を作らない時代に建てられた。この為に岩が基礎となっていたり、床下の木材がシロアリに食われたせいで床が弛んで危ないため、取り壊して建て替える決意をし、柱を残して建て替える事にした。この母屋や小屋の物の仕分けから建て替え完了までの行程が、先述の「有吉ゼミ」で放送された。
建替え後の杵築の家は、財前たちは時々ここで寝起きしながら農作業や収穫した野菜で料理をするなど、別荘のように利用している。その後NHK大分放送局制作のローカルニュースの1コーナーで財前の田舎暮らしの様子が取り上げられた。好評を博したことで、2022年からEテレで「財前直見のおおいた暮らし彩彩」と題して全国放送され、著書「財前直見の暮らし彩彩」の出版に繋がった。また、同年11月7日に放送された「家事ヤロウ!!!」では建て直した新築を公開、レギュラーメンバーの三人（バカリズム・カズレーザー・中丸雄一）が訪問、更に畑仕事の他に養蜂をやりたいということで、財前の長男と中丸が携わった。

## 出演

### テレビ

#### ドラマ

##### NHK
- 大河ドラマ（総合）
  - 炎立つ（1993年7月4日 - 1994年3月13日） - 流麗 役
  - 義経（2005年1月9日 - 12月11日） - 北条政子 役
  - おんな城主 直虎（2017年1月8日 - 12月17日） - 祐椿尼 役[16]
  - 光る君へ（2024年） - 藤原寧子 役[17]
- 五右衛門（1994年1月8日、総合） - 千利休の娘 おえん / 伊賀忍者枯葉 役（二役）
- 土曜ドラマ（総合）
  - 放送記者物語（1995年3月18日 - 4月1日） - 日向悦子 役
- 連続テレビ小説（総合）
  - こころ（2003年3月31日 - 9月27日） - 藤井カンナ 役
  - カーネーション（2011年10月3日 - 2012年3月31日） - 根岸良子 役
  - ごちそうさん（2013年9月30日 - 2014年3月29日） - 卯野イク 役
  - スカーレット（2019年9月30日 - 2020年3月28日） - 大野陽子 役
- 大友宗麟〜心の王国を求めて（2004年1月4日、総合） - 矢乃 役
- フェイク 京都美術事件絵巻（2011年1月4日 - 2月8日、総合・BShi） - 主演・浦沢右 役
- あっこと僕らが生きた夏（2012年4月14日・21日、総合） - 大宮圭子役
- 鴨川食堂（2016年1月10日 - 2月28日、BSP） - 鴨川鞠子 役
- ドリームチーム（2021年1月22日 - 3月12日、総合・BS4K） - 鶴賀優子 役
- 君の足音に恋をした（2022年3月27日、BSP） - 諫山絵里 役[18]
- おいち不思議がたり（2024年9月1日 - 10月20日、BS・BSP4K） - おうた 役[19]

##### 日本テレビ系
- 気分は名探偵 第7話「ヤア!と言った男」（1984年11月17日）
- 婦警候補生物語（1985年1月14日 - 3月25日）  - 緑川陽子 役
- 敵同志好き同志（1987年4月8日 - 6月24日） - 岸本敦子 役
- Wパパにオマケの子?!（1987年10月9日 - 3月25日） - 一条広美 役
- 花嵐の森ふかく（1988年7月16日 - 9月24日） - 松本映子 役
- 木曜ゴールデンドラマ 「結婚ごっこ」（1988年12月15日、よみうりテレビ） - 村瀬いずみ 役
- 愛さずにいられない（1991年10月16日 - 12月25日） - 二宮（大野）友子 役
- 外科医有森冴子'91秋スペシャル（1991年10月5日） - 横田美保 役
- 第2回NTT薫風ドラマSP 「風の仲間たち」（1992年11月24日） - 澤田恵 役
- 日本テレビ開局40周年記念番組「ゴールデンボーイズ -1960笑売人ブルース-」（1993年8月24日） - 高峰みゆき 役
- 火曜サスペンス劇場 六月の花嫁1 「造花 私鉄沿線殺人事件!」（1994年6月7日） - 小田切久美子  役
- スペシャルドラマ 「好き?〜誰かを愛してますか〜」（MMT、1999年11月23日） - 佐々本美幸 役
- STATION （1995年1月4日 - 3月11日） - 桜井未散 役
- ナースマンがゆく（2004年10月16日 - 12月11日） - 風間聖 役
- 警視庁特殊部隊512（2005年11月29日） - 香田夏美 役
- 「プロポーズ 本当にあったプロポーズにまつわる3つの物語」エピソード1（2005年6月29日） - 畑中のぞみ 役
- 美咲ナンバーワン!!（2011年1月12日 - 3月16日） - ママ 役
- 花咲舞が黙ってない 第2シリーズ 第5話（2015年8月5日） - 石原由美 役
- 正義のセ 第2話（2018年4月18日） - 町田かれん 役
- サバイバル・ウェディング（2018年7月14日 - 9月22日） - 黒木美恵子 役
- BS笑点ドラマスペシャル 五代目三遊亭圓楽（2019年1月12日、BS日テレ） - 山崎はな 役
- 白衣の戦士! 第3話（2019年4月24日） - 中村加奈 役
- 美食探偵 明智五郎（2020年4月12日 - 6月28日） - 明智寿々栄 役
- こっち向いてよ向井くん（2023年7月12日 - 9月13日） - 向井公子 役[20][21]
- 旅人検視官 道場修作 鹿児島県 指宿温泉殺人事件（2024年12月7日） - 日高菜穂 役[22]

##### TBS系
- もしも、学校が…!?（1985年8月9日 - 9月27日） - 野村静香 役
- 痛快!OL通り（1986年10月10日 - 12月26日） - 永井路子 役
- 大型時代劇特別企画 「坂本龍馬」（1989年3月31日） - おたみ 役
- 都会の森（1990年7月6日 - 9月14日） - 川口景子 役
- 熱血!新入社員宣言（1991年4月9日 - 6月25日） - 滝本千秋 役
- キライじゃないぜ（1992年7月2日 - 9月24日） - 朝倉桃江 役
- 新春大型時代劇SP 「天下を獲った男 豊臣秀吉」（1993年1月1日） - 禰々 役
- 泣きたい夜もある（1993年4月4日 - 9月26日、毎日放送） - 北川（雨宮）圭子 役
- ジューン・ブライド（1995年4月14日 - 6月30日） - 主演・加茂直己 役
- 涙のアンパンマン・マーチ（1997年3月31日） - 原島久美子 役
- QUIZ（2000年4月14日 - 6月23日） - 主演・桐子カヲル 役
- 月曜ミステリー劇場 「外科医零子」1 - 4（2001年10月22日 - 2006年2月20日） - 主演・水色（有光）零子  役
- 終戦の日スペシャルドラマ 「覚悟〜戦場ジャーナリスト橋田信介物語〜」（2005年8月15日） - 橋田幸子  役
- 竹内まりや・純愛ラプソティー（2008年10月8日） - 沢井真理 役
- 明日もまた生きていこう（2010年10月25日） - 沢渡麻子 役
- 月曜ゴールデン
  - 「北海道警察 巡査の休日」（2011年10月24日） - 主演・小島百合 役
  - 「北海道警察 笑う警官」（2013年7月29日） - 主演・小島百合 役
  - 「北海道警察 人質」（2014年1月13日） - 主演・小島百合 役
  - 「北海道警察 密売人」（2015年9月21日） - 主演・小島百合 役
  - 「女流ミステリー作家 薬師寺叡子 京都殺人ダイアリー」（2015年2月9日） - 主演・薬師寺叡子 役
- パパドル!（2012年4月19日 - 6月28日） - 朝比奈元子 役
- パーフェクト・ブルー（2012年10月8日 - 12月17日） - 蓮見杏子 役
- 家族狩り（2014年7月4日 - 9月5日） - 山賀葉子（友情出演）役
- Nのために（2014年10月17日 - 12月19日） - 多田医師 役（特別出演）
- このミステリーがすごい! ベストセラー作家からの挑戦状 「ポセイドンの罰」（2015年11月30日） - 主演・母神響子 役[23]
- A LIFE〜愛しき人〜 第7話（2017年2月26日） - 児島由貴子 役
- 月曜名作劇場 「魔性の群像5」（2019年1月28日） - 三宅麻里子 役
- Heaven? 〜ご苦楽レストラン〜 第2話・第3話・第8話（2019年7月16日・23日・8月27日） - 伊賀勝代 役
- 池波正太郎原作「武士とその妻」（2022年3月12日、BS-TBS） - お杵 役

##### フジテレビ系
- スケバン刑事 第7話 愛と憎しみのアーチェリー（1985年6月6日） - 堀江由美 役
- 月曜ドラマランド
  - いたずらスチュワーデス! お嬢さまお手やわらかに（1985年5月6日）
  - 微熱MY LOVE（1985年11月18日）
- 現代恐怖サスペンス 白昼の悪魔 狙われた人妻（1987年7月27日） - 唐沢かすみ 役
- 木曜劇場 女も男もなぜ懲りない（1987年10月15日 - 1988年1月7日） - 藤倉典子 役
- 世界で一番君が好き!（1990年） - 和田早苗 役
- 金曜ドラマシアター
  - 刑事 北の街函館を舞台に男と男の執念が燃える!（1993年） - 宮崎優子 役
  - 第38回江戸川乱歩賞受賞作 白く長い廊下（1993年） - 山岸ちづる 役
- 金曜エンタテイメント
  - 季節はずれの海岸物語 浜辺のスケッチブック（1993年） - 武田里美 役
  - 松本清張三回忌特別企画 草の陰刻（1994年） - 大賀冴子役
  - 恐い女シリーズ1 女の怪談 第一話 土曜日の献立（1996年） - 森岡君子 役
  - スチュワーデス刑事 シリーズ（1997年 - 2006年） - 主演・川上（坂東）飛鳥 役 ※10年連続で新年最初の作品として放映。
  - 盗撮・覗かれた主婦（2000年） - 池田多恵 役
  - 夏の恐怖ミステリー ほんとにあった怖い話3 染み（2003年） - 榊香里 役
  - ドラマSP さよなら、小津先生（2004年） - 郷田静子 役
- 世にも奇妙な物語 秋の特別編「君だけに愛を」（1994年） - 間宮加奈子 役
- お金がない!（1994年） - 神田美智子 役
- 愛と疑惑のサスペンス 少女たちの時効（1994年） - 阿久津文恵 役
- 迎春ドラマSP 料理人豪太が行く1〜京おせちは恋の味（1995年） - 青山美紀 役
- 恋の罠しかけます! サギ師VS女検事（1995年） - 小島小夜子 役
- 明日はだいじょうぶ（1996年） - 戸田小春 役
- ヤングシナリオ大賞 ときわ菜園の冬（1996年） - 常磐しゅうこ 役
- いいひと。（1997年） - 二階堂千絵役
- 甘い結婚（1998年） - 主演・唯野（林）麻子役（木梨憲武とW主演）
- 関西テレビ放送開局40周年記念ドラマ けろりの道頓－秀吉と女を争った男（1999年） - おりん 役
- お水の花道（1999年） - 主演・（小林）明菜 役
- 救急ハート治療室（1999年） - 主演・菅野冴 役
- 神様のいたずら（2000年） - 北沢葉月 役
- 新・お水の花道（2001年） - 主演・（小林）明菜 役
- 恋愛偏差値〜第3章・彼女の嫌いな彼女〜（2002年） - 主演・川原瑞子 役（柴咲コウとW主演）
- 新春ドラマスペシャル 秋刀魚の味（2003年） - 平山路子 役
- 東京ラブ・シネマ（2003年） - 卯月晴子 役
- 積木くずし真相 〜あの家族、その後の悲劇〜 （2005年） - 緑川（稲場）サチ 役
- 金曜プレステージ
  - 特別企画 女秘匿捜査官 原麻希 アゲハ（2012年） - 戸倉加奈子 役
  - 夏樹静子サスペンス 女請負人〜仕掛けられた女の罠〜（2014年） - 主演・浅川みずき 役
- 家族の裏事情（2013年） - 主演・石和縁 役（沢村一樹とW主演）
- 直撃!シンソウ坂上 2時間SP〜日航123便からのメッセージ・33年目の真相〜（2018年8月16日） - 谷口正勝さんの妻・真知子さん 役
- はぐれ鴉（2025年7月22日）[24]

##### テレビ朝日系
- 深夜劇場「六本木天使」（1984年）
- 月曜ワイド劇場「もう母さんと呼べない! 性的母子」（1985年2月4日） - 山下麻里 役
- 新春時代劇スペシャル 「家光と彦左と一心太助〜天下の一大事 危うし江戸城!〜」（1989年1月3日） - おらん 役
- 続・三匹が斬る! 第15話「箱根路は、湯煙り立って鬼退治」（1989年4月20日） - お時 役
- 名奉行 遠山の金さん 第2シリーズ 第2話（1989年6月1日） - おこう 役
- 春のドラマSP 横溝正史傑作サスペンス 犬神家の一族（1990年） - 野々宮珠世 役
- 土曜ワイド劇場
  - 「大密室殺人事件」（1991年） - 小田切初枝 役
  - 「森村誠一の完全犯罪の使者」（1993年） - 高坂悠子 役
  - 開局35周年特別企画 宮部みゆきサスペンス「火車」（1994年） - 新城喬子 役
  - 「女弁護士 朝吹里矢子」シリーズ（1994年 - 2000年） - 主演・朝吹里矢子 役
  - 特別企画「明智小五郎VS金田一耕助」（2005年） - 島村奈美子 役
  - 特別企画「冤罪死刑」（2013年） - 櫻木希久子 役
  - 「パーフェクト弁護士～南蛇井律子」（2017年） - 主演・南蛇井律子 役
- 裏刑事-URADEKA-（1992年、朝日放送） - 長谷香織役
- ボディーガード（1997年） - 祝田恵 役
- 輝ける瞬間 コンバットカメラマン沢田教一の愛と青春！（1999年） - 沢田サタ 役
- 眠れぬ夜を抱いて（2002年） - 主演・中河悠子 役
- 電池が切れるまで（2004年） - 主演・川田さとり 役
- 警視庁失踪人捜査課 第7話ゲスト（2010年） - 坂下静香 役
- 出入禁止の女〜事件記者クロガネ〜（2015年） - 古林千華子 役
- ドラマスペシャル 家政婦は見た! 第2作（2015年） - 岩倉恒子 役
- 遺留捜査（2017年） - 長部麗子 役
- アガサ・クリスティ 二夜連続ドラマスペシャル 大女優殺人事件〜鏡は横にひび割れて〜（2018年3月25日、テレビ朝日） - 朝風沙霧 役
- 日曜プライム 「西村京太郎トラベルミステリー69」（2018年） - 高村園子 役
- 刑事ゼロ（2019年） - 奥畑記子 役

##### テレビ東京系
- 月曜・女のサスペンス 「彼岸花の女」（1988年10月31日） - 原田（キョウコ） 役
- 水曜ミステリー9
  - 「最強の法廷 裁判官桜子と10人の評決」（2015年1月14日） - 神谷桜子 役
- 警視庁ゼロ係〜生活安全課なんでも相談室〜 第3話（2017年8月4日） - 菅野留美子 役
- 先生のおとりよせ（2022年4月8日 - 6月25日） - 東雲さん 役[25]
- ホリデイ〜江戸の休日〜（2023年1月6日） - お江 役[26][27]

##### WOWOW
- 対岸の彼女（2006年1月15日） - 主演・楢橋葵 役（夏川結衣とW主演）
- 黒鳥の湖（2021年7月24日 - 8月21日） - 大黒様 役
- 完全無罪（2024年7月7日 - 8月4日） - 池村敏恵 役[28]

#### アニメ
- 人間交差点 第4話「行方」（2003年4月26日、テレビ東京）

#### その他の番組
- 芸能人格付けチェック(2015年1月1日、2020年9月29日 ABCテレビ)
- ファミリーヒストリー 「財前直見〜飛び乗った列車 故郷大分への思い〜」（2016年10月20日、NHK総合）[29]
- 「財前直見の暮らし彩彩」シリーズ（NHK大分）
  - 2021年4月21日から、大分県域の夕方ニュース番組（「いろどりOITA」→2023年4月から「ぶんドキ」）内で毎月第3・4週の水曜日に「財前直見のおおいた暮らし彩彩」として放送[30]。
  - 2022年度から季節ごとに総集編を、九州沖縄の総合テレビ（主に土曜のブロック枠）と全国区のEテレ[31]で放送。総集編のナレーションは吉田鋼太郎、山崎育三郎、福士蒼汰が交代で務める。
- あさイチ「愛(め)でたいnippon 大分 “オンリーワン”を極め楽しむ」（2022年4月30日、NHK総合）[32]
- 上田と女が吠える夜（2023年2月15日、日本テレビ）
- 家事ヤロウ!!!（2023年8月29日、テレビ朝日）
- なおみ農園（2024年4月3日 - 、BS日テレ）[33]
  - 2024年12月から2回放送後、2024年4月からレギュラー化[33]。

### 配信ドラマ
- しろときいろ〜ハワイと私のパンケーキ物語〜（2018年2月28日 - 4月3日〈全25話〉、Amazonプライム・ビデオ） - 澤野輝美 役
- 先生のおとりよせ 〜配達員・鬼女島君のおいしい日常〜 - （2022年3月27日 - 31日〈全5話〉、YouTube） - 東雲さん 役 ※テレビドラマ「先生のおとりよせ」のスピンオフドラマ

### 映画
- 極道の妻たち〜三代目姐〜（1989年4月8日公開、東映） - 花井美里 役
- 愛と平成の色男（1989年7月8日公開、松竹） - 藤木由加 役
- 天と地と（1990年6月23日公開、東映） - 八重 役
- BEST GUY（1990年12月15日公開、東映） - 水野深雪 役
- 天河伝説殺人事件（1991年3月16日公開、東映） - 水上秀美 役
- 幕末純情伝（1991年7月6日公開、松竹） - 深雪 役
- プロゴルファー織部金次郎 シリーズ（1993年1月15日 - 1998年2月14日公開、東映） - 正村桜子 役
- アヴァロン（2001年1月20日公開〈日本〉・2002年4月12日公開〈ポーランド〉、ヘラルド） - アッシュ 役
- 桜蘭高校ホスト部（2012年3月17日公開） - アンヌ・ソフィー 役
- 渾身 KON-SHIN（2013年1月12日公開、松竹） - 大林伸江 役
- RANMARU 神の舌を持つ男（2016年12月3日公開、松竹） - 野々村花乃 役
- パーフェクトワールド 君といる奇跡（2018年10月5日公開、松竹/LDH PICTURES） - 鮎川文乃 役[34]
- 家族のはなし（2018年11月23日公開、KATSU-do） - 小林愛子 役
- 愛唄 -約束のナクヒト-（2019年1月25日公開、東映） - 野宮美智子 役[35]
- 劇場版 ファイナルファンタジーXIV 光のお父さん（2019年6月21日公開、ギャガ） - 岩本由紀子 役[36]
- サイレント・トーキョー（2020年12月4日公開、東映） - 須永尚江 役
- 湖の女たち（2024年5月17日公開、東京テアトル / ヨアケ） - 松本郁子 役[37][38]

### 書籍
- わたしがわたしであるために（2002年3月29日発売、講談社） ISBN 4063301583
- 自分で作る ありがとうファイル（2019年4月18日発売、光文社） ISBN 4334950817[39]
- 直見工房 財前さんちの春夏秋冬のごはんと暮らし（2021年11月5日発売、宝島社） ISBN 4299012224[40]
- 財前直見の暮らし彩彩（2023年12月06日発売、NHK出版） ISBN 9784141993339

### 写真集
- とってもいいよ!（1988年1月11日発売、ワニマガジン社） 清水清太郎 撮影 ISBN 4898290043

### CM
- 松下電工
- 理研ビタミン
- KIRIN キリンビール  「キリンラガービール」
- 栄泉不動産（関西ローカル）
- コーセー「ホワイティスト」
- ソフィーナ「セラティ」
- LION「スマイル40EX」